# Kullarna-Häxtjärn
Kullarna-Häxtjärn este o arie protejată (sit de importanță comunitară — SCI, arie de protecție specială avifaunistică — SPA) din Suedia întinsă pe o suprafață de 390,74 ha, integral pe uscat.

## Localizare
Centrul sitului Kullarna-Häxtjärn este situat la coordonatele 62°20′31″N 15°26′29″E / 62.342003°N 15.441458°E.

## Înființare
Situl Kullarna-Häxtjärn a fost declarat arie de protecție specială avifaunistică în septembrie 2021 pentru a proteja 6 specii de animale. Situl a fost protejat și ca sit de importanță comunitară în septembrie 2021.

## Biodiversitate
Situată în ecoregiunea boreală, aria protejată conține 2 habitate naturale: Mlaștini turboase de tranziție și turbării mișcătoare, Taiga vestică.
La baza desemnării sitului se află mai multe specii protejate de  păsări (6): minunița (Aegolius funereus), ciocănitoare neagră (Dryocopus martius), ciuvică (Glaucidium passerinum), ciocănitoare de munte (Picoides tridactylus), cocoșul de mesteacăn (Tetrao tetrix tetrix),  cocoș de munte (Tetrao urogallus).